# اچ‌ام‌اس بلک‌واتر (۱۹۰۳)
اچ‌ام‌اس بلک‌واتر (۱۹۰۳) (به انگلیسی: HMS Blackwater (1903)) یک کشتی بود. این کشتی در سال ۱۹۰۳ ساخته شد.